# British European Airways
British European Airways (BEA), nom comercial de British European Airways Corporation, fou una aerolínia britànica que existí entre el 1946 i el 1974, quan es fusionà amb British Overseas Airways Corporation (BOAC) per formar British Airways. A principis de la dècada del 1960 era la primera línia no estatunidenca del món en nombre de passatgers.